# Camillo Pilotto
Camillo Pilotto, född 6 februari 1890 i Rom Italien död 27 maj 1963 i Rom, var en italiensk skådespelare.

## Filmografi (urval)
- 1961 - Marco Polo
- 1953 - Under eviga toner
- 1950 - Pompejis undergång
- 1947 - Furia
- 1947 - Robin Hood från Romagna